# جینا مایلز
جینا مایلز (انگلیسی: Gina Miles؛ زادهٔ november ۲۷, ۱۹۷۳ (۵۱ سال)) ورزشکار اهل ایالات متحده آمریکا است.
وی در مسابقات کشوری و بین‌المللی در مجموع برندهٔ ۱ مدال طلا، ۲ مدال نقره شده‌است.